# Iordanka Donkova
Iordanka Donkova (în bulgară Йорданка Донкова; n. 28 septembrie 1961, Gorni Bogrov, Stolicina obștina, Sofia-capitala, Bulgaria) este o atletă bulgară, medaliată olimpică. A participat la trei ediții ale Jocurilor Olimpice (1980, 1988, 1992) în care a câștigat o medalie de aur și o medalie de bronz în proba de 100 m garduri. A fost, de asemena, campiona europeană din 1986 și de de trei ori campiona europeană în sală. Din 1986 până în 2016 a deținut recordul mondial la 100 m garduri.

## Palmares
| An   | Competiție                   | Locație                     | Loc | Eveniment     | Note  |
| ---- | ---------------------------- | --------------------------- | --- | ------------- | ----- |
| 1980 | Jocurile Olimpice            | Moscova, Uniunea Sovietică  | 11  | 100 m garduri | 13,39 |
| 1982 | Campionatul European în sală | Milano, Italia              | 3   | 60 m garduri  | 8,03  |
| 1982 | Campionatul European         | Atena, Grecia               | 2   | 100 m garduri | 12,54 |
| 1982 | Campionatul European         | Atena, Grecia               | 4   | 4 × 100 m     | 43,10 |
| 1984 | Campionatul European în sală | Göteborg, Suedia            | 3   | 60 m garduri  | 8.09  |
| 1986 | Campionatul European         | Stuttgart, Germania de Vest | 1   | 100 m garduri | 12,38 |
| 1986 | Campionatul European         | Stuttgart, Germania de Vest | 2   | 4 × 100 m     | 42,68 |
| 1987 | Campionatul European în sală | Lievin, Franța              | 1   | 60 m garduri  | 7,79  |
| 1987 | Campionatul Mondial în sală  | Indianapolis, Statele Unite | 2   | 60 m garduri  | 7,85  |
| 1987 | Campionatul Mondial          | Roma, Italia                | 4   | 100 m garduri | 12,49 |
| 1988 | Jocurile Olimpice            | Seul, Coreea de Sud         | 1   | 100 m garduri | 12,38 |
| 1988 | Jocurile Olimpice            | Seul, Coreea de Sud         | 5   | 4 × 100 m     | 43,02 |
| 1989 | Campionatul European în sală | Haga, Olanda                | 1   | 60 m garduri  | 7,87  |
| 1992 | Campionatul European în sală | Genova, Italia              | 3   | 60 m garduri  | 8,03  |
| 1992 | Jocurile Olimpice            | Barcelona, Spain            | 3   | 100 m garduri | 12,70 |
| 1994 | Campionatul European în sală | Paris, Franța               | 1   | 60 m garduri  | 7,85  |
| 1994 | Campionatul European         | Helsinki, Finlanda          | 3   | 100 m garduri | 12,93 |